# Холокост в Добрушском районе
Холокост в До́брушском районе — систематическое преследование и уничтожение евреев на территории Добрушского района Гомельской области оккупационными властями нацистской Германии и коллаборационистами в 1941—1944 годах во время Второй мировой войны, в рамках политики «Окончательного решения еврейского вопроса» — составная часть Холокоста в Белоруссии и Катастрофы европейского еврейства.

## Геноцид евреев в районе
Добрушский район был полностью оккупирован немецкими войсками 23 августа 1941 года, и оккупация продлилась более двух лет — до 12 октября 1943 года. Нацисты включили Добрушский район в состав территории, административно отнесённой к зоне армейского тыла группы армий «Центр». Комендатуры — полевые (фельдкомендатуры) и местные (ортскомендатуры) — обладали всей полнотой власти в районе.
Для осуществления политики геноцида и проведения карательных операций сразу вслед за войсками в район прибыли карательные подразделения войск СС, айнзатцгруппы, зондеркоманды, тайная полевая полиция (ГФП), полиция безопасности и СД, жандармерия и гестапо.
Во всех крупных деревнях района были созданы районные (волостные) управы и полицейские гарнизоны из коллаборационистов.
Одновременно с оккупацией нацисты и их приспешники начали поголовное уничтожение евреев. «Акции» (таким эвфемизмом гитлеровцы называли организованные ими массовые убийства) повторялись множество раз во многих местах. В тех населенных пунктах, где евреев убили не сразу, их содержали в условиях гетто вплоть до полного уничтожения, используя на тяжелых и грязных принудительных работах, от чего многие узники умерли от непосильных нагрузок в условиях постоянного голода и отсутствия медицинской помощи.
За время оккупации практически все евреи Добрушского района были убиты, а немногие спасшиеся в большинстве воевали впоследствии в партизанских отрядах.
Евреев в районе убивали в Добруше, посёлке Тереховка (60 человек, в том числе евреи, в сентябре 1941 года), деревнях Очёсо-Рудня, Корма, Носовичи, Перерост и многих других местах.

## Гетто
Оккупационные власти под страхом смерти запретили евреям снимать желтые латы или шестиконечные звезды (опознавательные знаки на верхней одежде), выходить из гетто без специального разрешения, менять место проживания и квартиру внутри гетто, ходить по тротуарам, пользоваться общественным транспортом, находиться на территории парков и общественных мест, посещать школы.
Реализуя нацистскую программу уничтожения евреев, немцы создавали гетто почти во всех городах и населённых пунктах Беларуси, где проживало еврейское население. Так и в Добрушском районе оккупанты организовали 3 гетто.
- В гетто города Добруш (октябрь 1941 — 21 ноября 1941) были замучены и убиты около 200 евреев.

### Гетто в Носовичах
Гетто в деревне Носовичи просуществовало до марта 1942 года.
Зимой, в конце 1941 года, немцы выселили всех евреев из их собственных домов в нежилые неотаплиевымые помещения, и всячески издевались над ними. Евреям запретили появляться без нашитых на верхнюю одежду жёлтых меток.
Всех узников, даже малолетних детей и стариков, гоняли на самые тяжёлые принудительные работы и зверски избивали. У всех евреев нацисты забрали обувь и заставляли работать босыми.
Все еврейское имущество немцы забрали, оставив обречённых людей без средств к существованию.
В марте 1942 года немцы погрузили всех оставшихся ещё живых 23 еврея на подводы, увезли в Гомель и расстреляли.
Опубликованы неполные списки убитых в Носовичах евреев.

### Гетто в Тереховке
Посёлок Тереховка был захвачен 23 августа 1941 года, освобождён 27 сентября 1943 года.
Гетто в Тереховке просуществовало до сентября 1942 года.
В марте 1942 года две еврейские семьи (10 человек) были посажены в тереховскую тюрьму, а затем отправлены в Гомель и расстреляны. В августе 1942 года семью Зингерт Маши из трёх человек тоже отправили в Гомель и расстреляли.
В сентябре 1942 года в Тереховке в яме вблизи мельницы райпромкомбината были убиты около 60 цыган и оставшиеся евреи из Тереховки и ближних деревень, а также семья выкрестов и выявленные дети евреев.
Опубликованы неполные списки убитых в Тереховке евреев. Известно и обозначено место расстрела осенью 1942 года, но памятника на этом месте нет.

## Память
Опубликованы неполные списки жертв геноцида евреев в Добрушском районе.
Памятник убитым евреям установлен в Добруше в 1964 году на улице Гомельская